# Gorges du Wallbach
 (décembre 2021).
Les gorges du Wallbach (Wallbachschlucht en Suisse allemand) sont des gorges situées sur le territoire de la commune de Lenk im Simmental, le long de la Wallbach, dans le canton de Berne, en Suisse.

## Géographie

### Situation
Les gorges, longues de 2 400 mètres, se situent dans le Sud du canton de Berne, à une altitude variant de 1 570 à 1 200 mètres.

### Géologie
Les gorges sont principalement constituées de calcaire, de gypse, de cargneule, de cône de déjection et de dépôts morainiques, du Quaternaire, de l'Aalénien, du Jurassique inférieur, du Bajocien, du Bathonien et de l'Oxfordien.

## Activités

### Randonnée
Un sentier de randonnée longe les gorges.